# Argyrolepidia intermedia
Argyrolepidia intermedia är en fjärilsart som beskrevs av Jordan 1912. Argyrolepidia intermedia ingår i släktet Argyrolepidia och familjen nattflyn. Inga underarter finns listade i Catalogue of Life.